# Collezione Giusti
La collezione Giusti è una raccolta di oggetti d'arte - bronzi, dipinti, sculture, commessi in pietre dure... - accorpata dal conte veronese Agostino Giusti e dal figlio Gian Giacomo fra la fine del Cinquecento e la metà del Seicento. Fu, insieme alle collezioni Curtoni e Muselli, una delle gemme del collezionismo scaligero in epoca moderna.

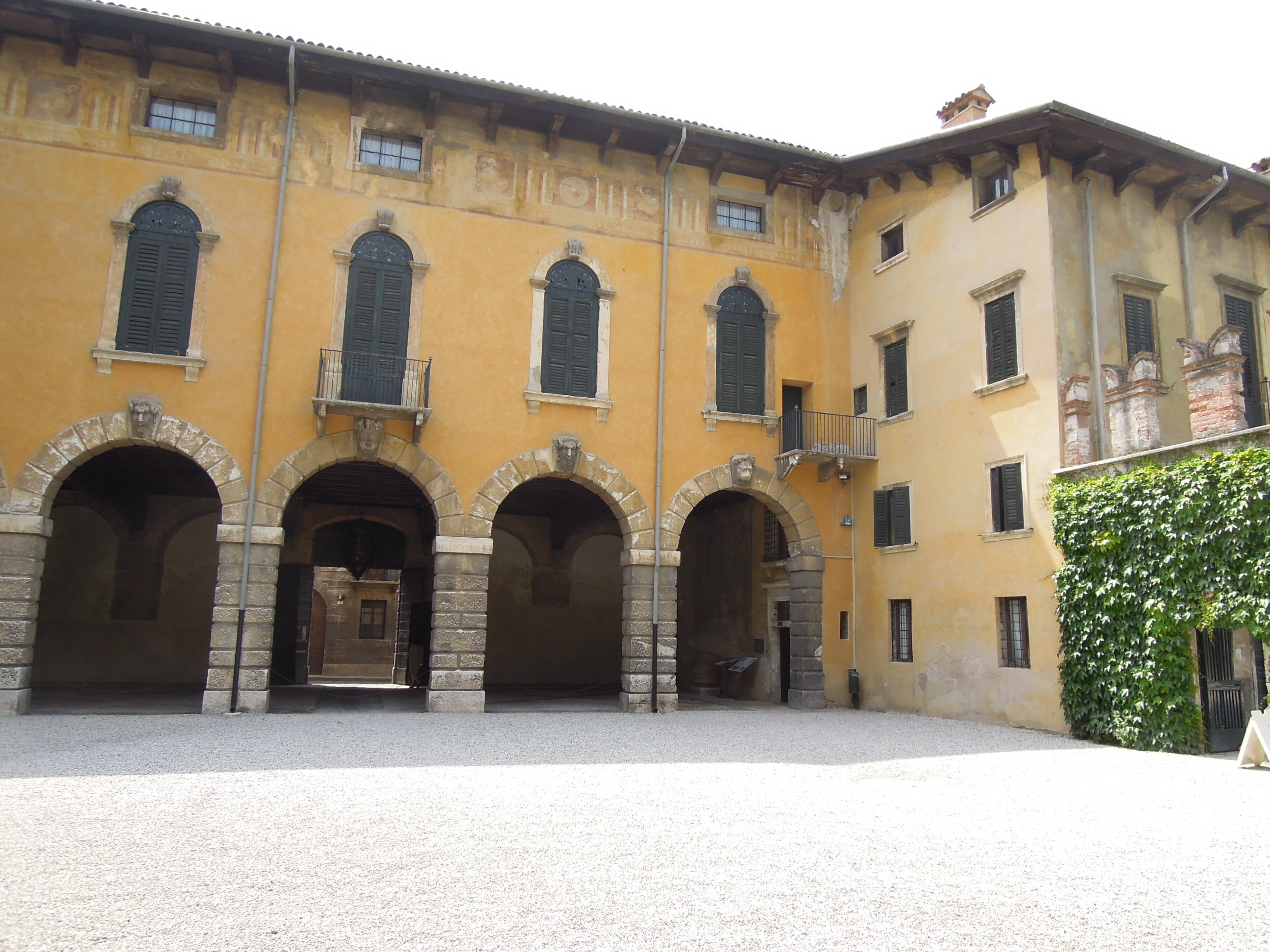
Verona, palazzo Giusti del Giardino

## Genesi e formazione
La collezione fu il frutto di due generazioni di collezionisti: Agostino e Gian Giacomo Giusti. Ognuno di essi apportò contributi che denotano il loto gusto in fatto d'arte nonché i legami che avevano intessuto nel corso della loro vita. Agostino (morto nel 1615), che ristrutturò il palazzo Giusti nella contrada di Santa Maria in Organo a Verona e lo elesse a sua dimora, oltre a ricoprire molti incarichi nell'ambito della vita civile e culturale veronese fu gentiluomo del Granduca di Toscana (dal quale ebbe in dono una versione di Nesso e Deianira di Giambologna, commessi in pietre dure e un ritratto di Raffaello). In fatto di pittura ebbe una certa predilezione per le opere di Paolo Veronese e di Parmigianino, ma anche di Jacopo Bassano, Jacopo Ligozzi e Giovanni Francesco Caroto.
Il figlio Gian Giacomo si distinse invece per essere stato il primo e maggiore mecenate di Alessandro Turchi, oltre ad aver commissionato o collezionato opere di Guido Reni e del Cavalier d'Arpino. Nel palazzo Gian Giacomo Giusti ospitava inoltre una bottega specializzata nella creazione di orologi, di cui il conte molto si dilettava.

### Agostino Giusti
Fra le opere che entrarono in collezione per merito di Agostino Giusti si contano:
- Jacopo Bassano, Annuncio ad Abramo della partenza per Canaan, Collezione privata
- Jacopo Bassano, Ritratto di Sebastiano Venier, Bassano del Grappa, Museo Civico
- Giovanni Cariani, Concerto, Washington, National Gallery
- Giovanni Francesco Caroto, Natività della Vergine, Sibiu, Museo Brukenthal
- Paolo Veronese, Apollo scortica Marsia, Mosca, Museo Pushkin

### Gian Giacomo Giusti
- Alessandro Turchi, Allegoria della Fede, Collezione privata
- Alessandro Turchi, Allegoria della Carità, Melbourne, National Gallery of Victoria
- Alessandro Turchi, Allegoria della Speranza, Detroit, The Detroit Institute of Arts
- Alessandro Turchi, Danae, Windsor, Royal Collections
- Alessandro Turchi, Mercurio, la Fama e Minerva, Collezione privata
- Moretto da Brescia, Allegoria della Fede, San Pietroburgo, Ermitage
- Guido Reni, Davide decapita Golia, Collezione UNICEF

## Fonti
Disponiamo di due fonti dirette per conoscere le opere di pittura e scultura che si trovavano nel palazzo Giusti del Giardino a Verona (della contrada di Santa Maria in Organo). La prima è un opuscolo in forma di dialogo chiamato Sileno - redatto in occasione del matrimonio di Francesco Giusti, figlio di Gian Giacomo, con Antonia Bevilacqua Lazise - nel quale il poligrafo di origine trentina Francesco Pona descrive stanza per stanza le preziose opere d'arte conservate nel palazzo e nel famoso giardino ancora oggi esistente: fra queste il Concerto di Cariani ebbe un posto d'onore e gli furono dedicate molte pagine. La seconda è l'inventario dei quadri e delle statue acquistate dal conte Gian Giacomo; grazie a questo documento è possibile isolare le compere e le committenze dei due collezionisti.

## Dispersione
La collezione Giusti fu legata, come molte altre raccolte italiane, a una dinastia o alle figure dei suoi creatori. Dopo la morte di Gian Giacomo Giusti la collezione passò al figlio Marcantonio che la trasferì nel palazzo di famiglia situato a Verona nella contrada di Chiavica. Già nel Settecento alcuni pezzi (in particolare le tre Allegorie delle virtù di Alessandro Turchi) erano stati venduti e sono documentati a Venezia nella famosa raccolta Sagredo. I dipinti Giusti si trovano oggi in collezioni private e alcuni dei più importanti musei del mondo come la National Gallery di Washington, il Museo Pushkin di Mosca e le Royal Collections di Windsor.

## Galleria d'immagini

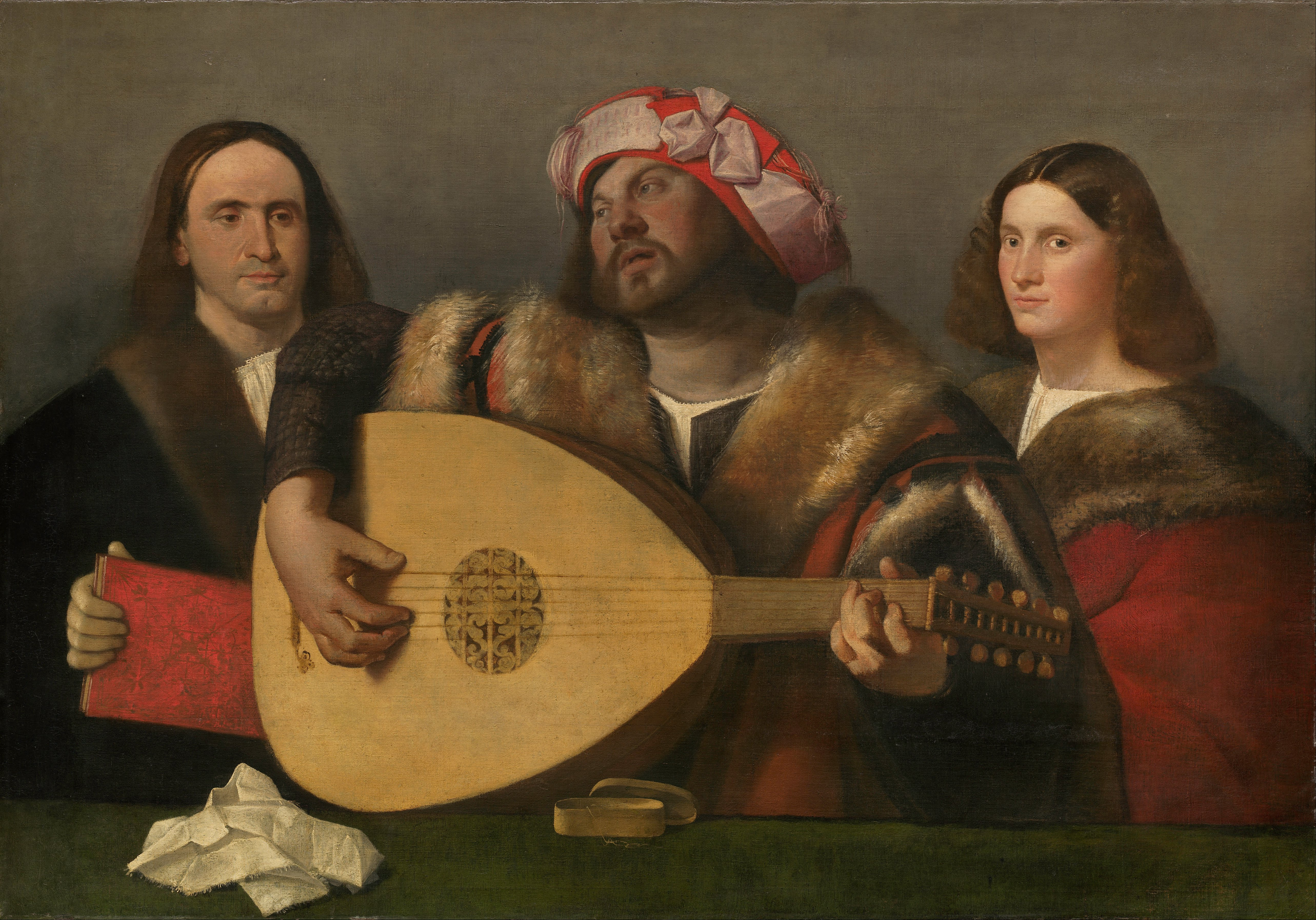
Giovanni Cariani. Concerto
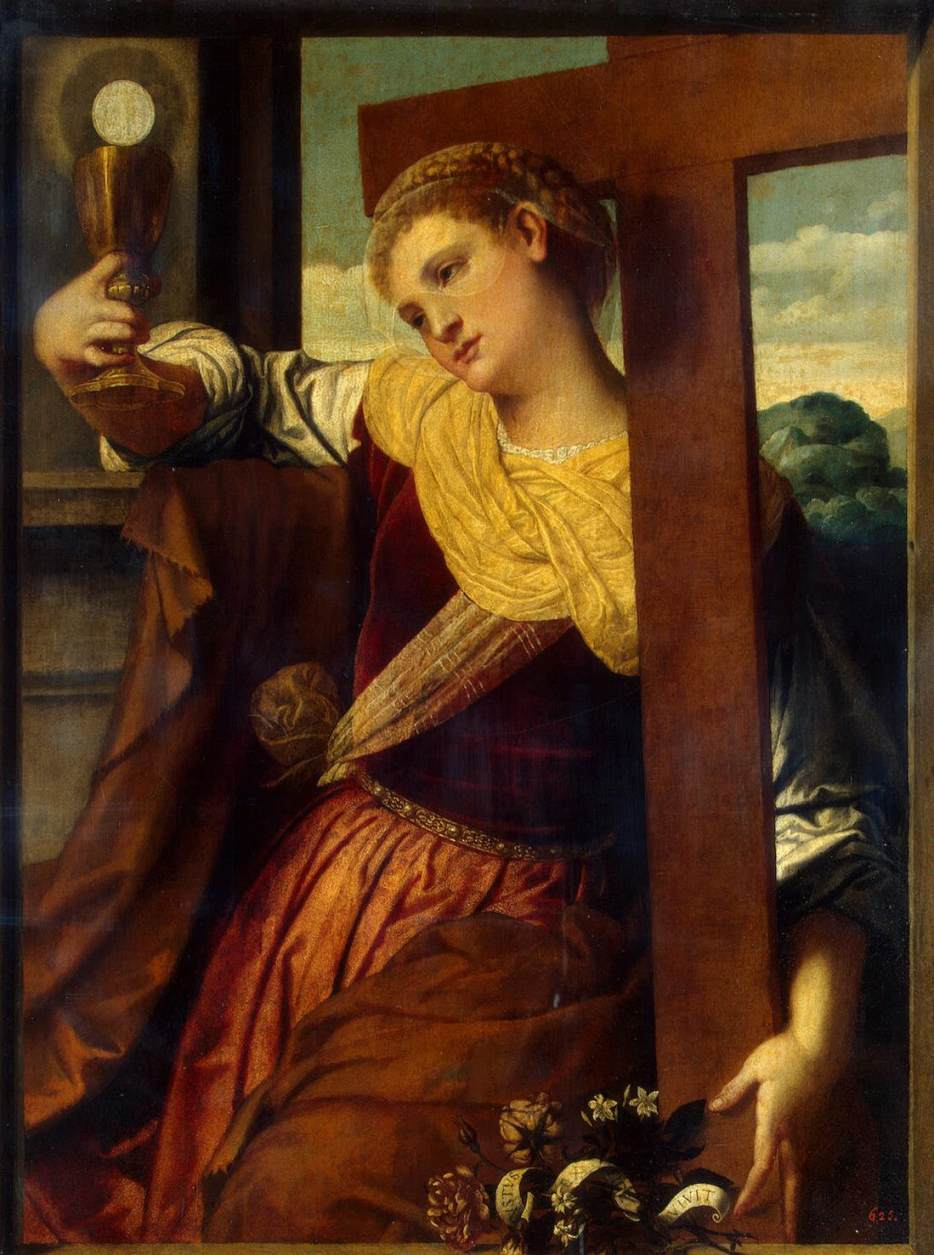
Moretto da Brescia. Allegoria della Fede
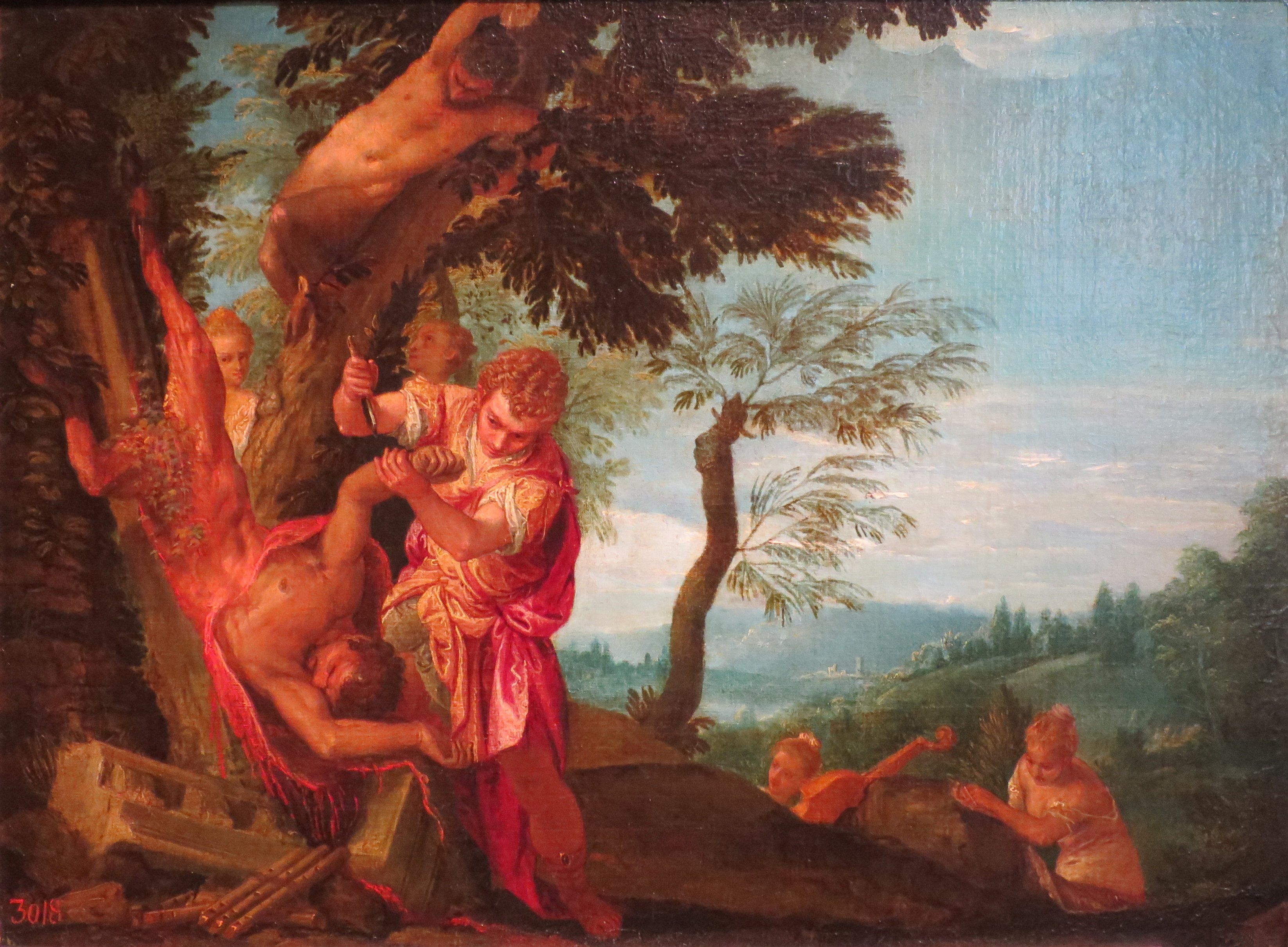
Paolo Veronese. Apollo scortica Marsia